# XML jurídico
XML jurídico (Legal XML en inglés) se refiere a la utilización del lenguaje XML para el Derecho. 
Este lenguaje se usa para estructurar de manera simple los metadatos de un determinado documento (autor, fecha, origen...) y su contenido (parte, capítulo, artículo...). Su uso se complementa con el denominado XML esquema, un estándar del W3C que sirve para expresar algunas constricciones sobre los documentos, y con las tecnologías asociadas a la Web Semántica, tales como RDF, SPARQL, OWL, etc. 
XML ha demostrado ser un soporte muy adecuado para la provisión de estándares para los documentos jurídicos en formato digital. Las cualidades de la información jurídica (estructura, articulación, comparabilidad, interrelación, referenciación, etcétera), así como las necesidades de manejo por los usuarios, hacen de XML y las tecnologías asociadas una herramienta apropiada. En ello inciden especialmente las posibilidades de este lenguaje para el tratamiento de la información recogida en los textos jurídicos, ofreciendo información sobre esa información (metainformación), sobre su aptitud para el reconocimiento de tal información y, en resumen, sobre su indudable utilidad, aplicada, junto con tecnologías de búsqueda y recuperación de información, a tales fines.
A nivel internacional la sección Legal XML de OASIS propone estándares en esta línea.
En España se recogen diversas experiencias en la serie de simposios sobre Informática Jurídica Documental

y en varias publicaciones

.